# Joseph Stiglitz
Joseph Eugene Stiglitz (* 9. února 1943) je americký ekonom, analytik veřejné politiky a profesor na Kolumbijské univerzitě. Je nositelem Nobelovy ceny za ekonomii (2001) a Medaile Johna Batese Clarka (1979). Je bývalým viceprezidentem a hlavním ekonomem Světové banky a bývalým členem a předsedou Rady ekonomických poradců amerického prezidenta. Je známý svou podporou georgistické teorie veřejných financí  a svým kritickým pohledem na řízení globalizace laissez-faire ekonomy (které nazývá „volno-tržními fundamentalisty“) a mezinárodními institucemi, jako jsou Mezinárodní měnový fond a Světová banka.
V roce 2000 Stiglitz založil Iniciativu pro politický dialog (IPD), „think tank“ věnující se mezinárodním rozvoji se sídlem na Kolumbijské univerzitě. Od roku 2001 je členem Kolumbijské fakulty a v roce 2003 získal nejvyšší akademickou hodnost (vysokoškolský profesor). Byl zakládajícím předsedou univerzitního výboru pro globální myšlení. Předsedá také Institutu světové chudoby Brooksovy univerzity v Manchesteru. Je členem Papežské akademie sociálních věd. V roce 2009 předseda Valného shromáždění OSN Miguel d'Escoto Brockmann jmenoval Stiglitze předsedou komise OSN pro reformy mezinárodního měnového a finančního systému, kde dohlížel na návrhy a zadal vypracování zprávy o reformě mezinárodního měnového a finančního systému.
Působil jako předseda mezinárodní komise pro měření hospodářské výkonnosti a sociálního pokroku, kterou jmenoval francouzský prezident Sarkozy a která v roce 2010 vydala svou zprávu nazvanou Znehodnocení našich životů: Proč HDP nesedí. V současné době působí jako spolupředseda jeho nástupce, skupiny odborníků na vysoké úrovni pro měření hospodářské výkonnosti a sociálního pokroku. V letech 2011 až 2014 byl Stiglitz prezidentem Mezinárodní hospodářské asociace (IEA). Předsedal organizaci tříletého světového kongresu IEA, který se konal poblíž Mrtvého moře v Jordánsku v červnu 2014.
Stiglitz získal více než 40 čestných doktorátů, včetně toho z Cambridge a Harvardu, a byl vyznamenán vládami z několika zemí včetně Bolívie, Koreje, Kolumbie, Ekvádoru nebo Francie, kde byl jmenován důstojníkem Čestné legie.
V roce 2011 byl Stiglitz časopisem Time označen za jednoho ze 100 nejvlivnějších lidí na světě. Stiglitzova práce se zaměřuje na distribuci příjmů z pohledu georgismu, správu rizik aktiv, správu a řízení společností a na mezinárodní obchod. Je autorem několika knih, z nichž se poslední nazývá Lidé, moc a zisky (2019), dále Euro: Jak společná měna ohrožuje budoucnost Evropy (2016), Velký předěl: Nerovné společnosti a co s nimi můžeme dělat (2015), Přepis pravidel americké ekonomiky: Agenda pro růst a sdílenou prosperitu (2015) a vytvoření vzdělávací společnosti: Nový přístup k rozvoji růstu a sociálnímu pokroku (2014).

Je také jednou z 25 vůdčích osobností Komise pro informace a demokracii, kterou založili Reportéři bez hranic.

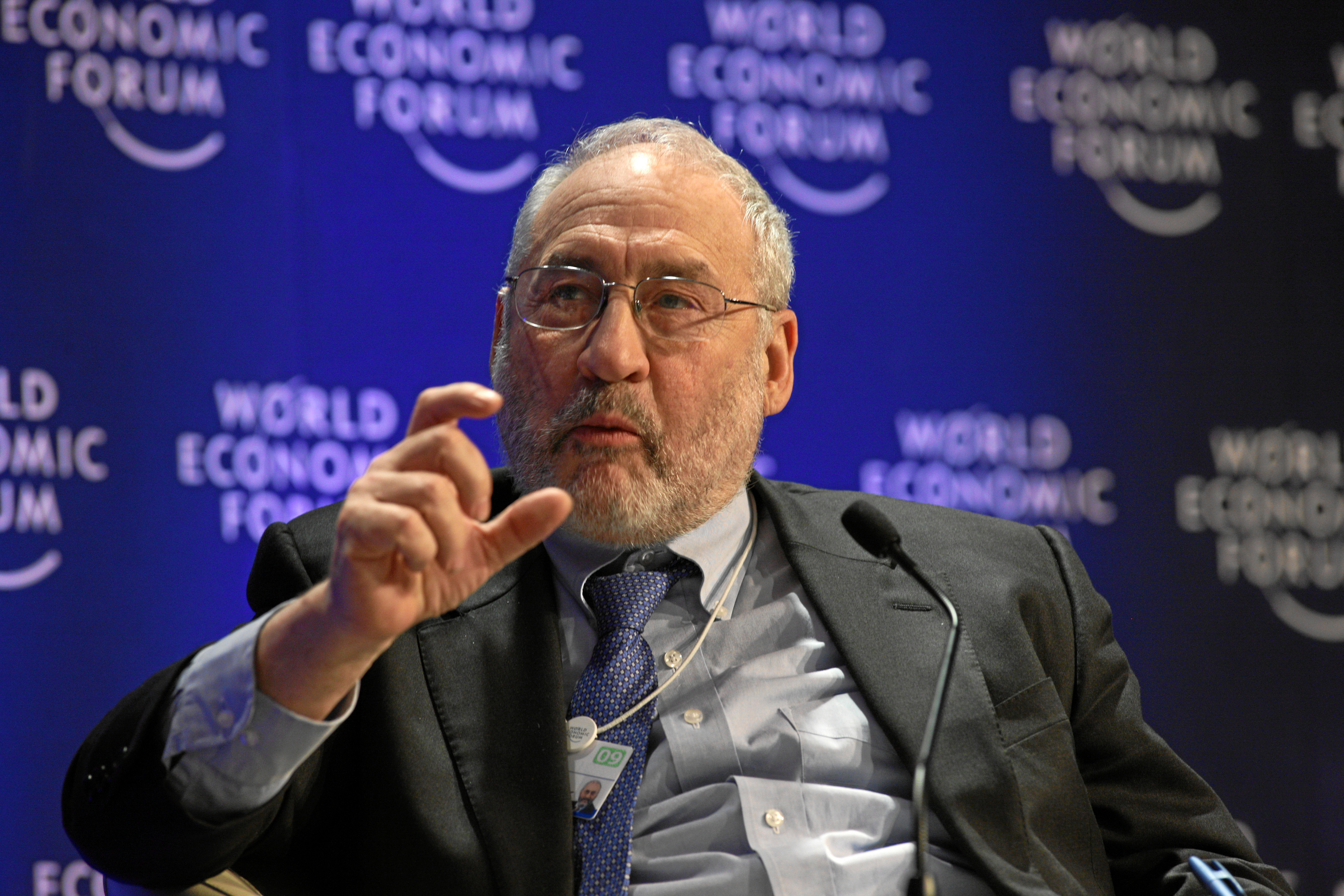
Joseph E. Stiglitz na zasedání WEF v Davosu (2009)

## Život, profesní dráha, kariéra
Stiglitz se narodil v městečku zvaním Gary, v Indianě, do židovské rodiny. Jeho matka byla Charlotte (rozená Fishmanová), učitelka a jeho otec byl Nathaniel David Stiglitz, pojišťovák. V létě 1965 nastoupil na Chicagskou univerzitu, aby se věnoval výzkumupod vedením Hirofumiho Uzawy, který získal grant NSF. PhD získal na MIT v letech 1966 až 1967, během nichž také zastával post asistenta. Stiglitz uvedl, že zvláštní styl ekonomiky MIT mu dobře vyhovuje, když jej popsal jako „jednoduché a konkrétní modely, zaměřené na zodpovězení důležitých a relevantních otázek“.
V letech 1966 až 1970 byl výzkumným pracovníkem na univerzitě v Cambridge. Stiglitz původně přišel na Fitzwilliam College jako „Fulbright Scholar“ v roce 1965, a později vyhrál Tapp Junior Research Fellowship na Gonville a Caius College, na Cambridge, který mu byl nápomocen při utváření jeho chápání keynesiánství a makroekonomické teorie.V následujících letech zastával akademické pozice na Yalu, Stanfordu a Princetonu.
Od roku 2001 je profesorem na Kolumbijské univerzitě, se jmenováním na školu podnikání, na oddělení ekonomiky a školy mezinárodních a veřejných vztahů (SIPA) a je redaktorem časopisu Ekonomův hlas spolu s J. Bradfordem DeLongem a Aaronem Edlinem.
Pořádá také kurzy pro dvoustupňový program Pařížského institutu politických věd a pro École Polytechnique na téma 'Ekonomika a veřejná politika'. Od roku 2005 předsedá Brookově světovému institutu chudoby na univerzitě v Manchesteru. Stiglitz je všeobecně považován za novokeynesiánského ekonoma, i když alespoň jeden ekonomický novinář tvrdí, že jeho práci nelze tak jasně zařadit do kategorií.
Stiglitz hrál během své kariéry řadu politických rolí. Působil v Clintonově administrativě jako předseda prezidentovy Rady ekonomických poradců (1995-1997). Ve Světové bance působil v letech 1997 až 2000 jako senior viceprezident a hlavní ekonom. Byl vyhozen Světovou bankou za vyjádření nesouhlasu s její politikou. Byl jedním z hlavních autorů kapitol 1 a 4 ze Zprávy Mezivládního panelu pro změnu klimatu z roku 1995, který v roce 2007 obdržela Nobelovu cenu míru.
Stiglitz radil také americkému prezidentovi Baracku Obamovi, ale kritizoval plán záchrany finančního průmyslu Obamovy administrativy. Řekl, že ten, kdo navrhl plán záchrany bank Obamovy administrativy, je „buď v kapse bank, nebo je neschopný."
V říjnu 2008 byl předsedou Valného shromáždění OSN požádán, aby předsedal komisi, která vypracuje zprávu o důvodech a řešeních finanční krize. V reakci na to vypracovala komise Stiglitzovu zprávu.
25. července 2011 se Stiglitz zúčastnil „I Foro Social del 15M“ organizovaného v Madridu, kde vyjádřil svou podporu protestujícím 15M Hnutí.
Stiglitz byl prezidentem Mezinárodní hospodářské asociace v letech 2011 až 2014.
27. září 2015 Labouristická strana Spojeného království oznámila, že Stiglitz má zasednout v jejím hospodářském poradním výboru spolu s pěti dalšími předními světovými ekonomy.

## Přínos k ekonomické teorii, názory
Po volbách v polovině roku 2018 ve Spojených státech napsal prohlášení o důležitosti ekonomické spravedlnosti pro přežití demokracie na celém světě.

### Averze k riziku
Po získání titulu PhD od M.I.T. v roce 1967, Stiglitz spoluautorem jednoho ze svých prvních článků s Michaelem Rothschildem pro Journal of Economic Theory v roce 1970. [cit] Stiglitz a Rothschild stavěli na dílech ekonomů, jako je Robert Solow, o konceptu averze k riziku. Stiglitz a Rothschild ukázali tři věrohodné definice proměnné X, která je „proměnlivější“ než proměnná Y, všechny byly ekvivalentní – Y se rovná X plus hluk, každý agent odporující riziku dává přednost Y před X a Y má větší váhu v ocasech, a že žádný z nich nebyl vždy v souladu s tím, že X má vyšší statistickou odchylku než Y – v té době běžně používaná definice. Ve druhém příspěvku analyzovali teoretické důsledky averze k riziku za různých okolností, jako jsou rozhodnutí jednotlivce o úsporách a rozhodnutí firmy o výrobě.

### Věta Henryho George
Stiglitz včas přispěl k teorii veřejných financí s tím, že optimální nabídku místních veřejných statků lze financovat zcela prostřednictvím zachycení pozemkových nájmů generovaných těmito statky (pokud je rozdělení populace optimální). Stiglitz to nazval „teorémem Henryho Georga“ ve vztahu k radikálnímu klasickému ekonomovi Henrymu Georgovi, který skvěle prosazoval daň z hodnoty pozemků. Vysvětlení Stiglitzova zjištění spočívá v tom, že soupeření o veřejné statky se odehrává geograficky, takže konkurence v přístupu k jakémukoli prospěšnému veřejnému statku zvýší hodnoty pozemků alespoň o tolik, kolik stojí jejich výdaje. Stiglitz dále ukazuje, že k zajištění optimálního zásobování místních veřejných investic je nezbytná jediná daň z nájmu. Stiglitz také ukazuje, jak lze teorém použít k nalezení optimální velikosti města nebo firmy.

### Informační asymetrie
Nejslavnějším Stiglitzovým výzkumem byl screening, technika používaná jedním ekonomickým agentem k získávání jinak soukromých informací z jiného. Právě za tento příspěvek k teorii informační asymetrie sdílel v roce 2001 Nobelovu pamětní cenu za ekonomii „za položení základů pro teorii trhů s asymetrickými informacemi“ s Georgem Akerlofem a Michaelem Spencem.
Velká část Stiglitzovy práce na informační ekonomii ukazuje situace, ve kterých neúplné informace brání trhům v dosažení sociální efektivity. Jeho práce s Andrewem Weissem ukázala, že pokud banky použijí úrokové sazby k odvození informací o typech dlužníků (nepříznivý efekt výběru) nebo k podpoře jejich akcí po vypůjčení (motivační efekt), pak bude úvěr přidělen pod optimální úroveň, a to i v konkurenčním prostředí. trh. Stiglitz a Rothschild ukázali, že na pojistném trhu mají firmy motivaci podkopat „rovnováhu sdružování“, kdy všem agentům je nabídnuta stejná plná pojistná smlouva tím, že nabízejí levnější částečné pojištění, které by bylo atraktivní pouze pro nízkorizikové typy , což znamená, že konkurenční trh může dosáhnout pouze částečného pokrytí agentů. Stiglitz a Grossman prokázali, že triviálně malé náklady na získávání informací brání finančním trhům v dosažení úplné informační efektivity, protože agenti budou motivováni k tomu, aby se při získávání informací druhých vyhýbali, a získávají tyto informace nepřímo sledováním tržních cen.

### Monopolistická konkurence
Stiglitz spolu s Avinashem Dixitem vytvořili přitažlivý model monopolistické soutěže, který byl alternativou k tradičním dokonalým soutěžním modelům obecné rovnováhy. Ukázali, že za přítomnosti zvyšujících se výnosů z rozsahu je vstup firem společensky příliš malý. Model byl rozšířen, aby ukázal, že když zákazníci preferují rozmanitost, vstup může být společensky příliš velký. Přístup modelování byl také vlivný v oblasti teorie obchodu a průmyslové organizace a byl použit Paulem Krugmanem při jeho analýze obchodních modelů bez komparativní výhody.

### Shapiro – Stiglitzův model efektivity mezd
V modelu efektivity mezd Shapiro – Stiglitz jsou zaměstnanci odměňováni na úrovni, která odrazuje od úšklebků. Tím se zabrání poklesu mezd na úroveň clearingu trhu. Plné zaměstnanosti nelze dosáhnout, protože pracovníci by se vyhýbali, kdyby jim nehrozila možnost nezaměstnanosti. Z tohoto důvodu křivka stavu neohýbání (označeného NSC) jde do nekonečna při plné zaměstnanosti.
Stiglitz také provedl výzkum v oblasti efektivních mezd a pomohl vytvořit takzvaný „Shapiro – Stiglitzův model“, aby vysvětlil, proč je nezaměstnanost i v rovnováze, proč uchazeči o zaměstnání dostatečně nesnižují mzdy (při absenci minimálních mezd) aby si každý, kdo chce práci, našel, a aby se zeptal, zda by neoklasické paradigma mohlo vysvětlit nedobrovolnou nezaměstnanost. Odpověď na tyto hádanky navrhli Shapiro a Stiglitz v roce 1984: „Nezaměstnanost je tažena informační strukturou zaměstnání“. Jejich analýza je podmíněna dvěma základními pozorováními:
1. Na rozdíl od jiných forem kapitálu si lidé mohou zvolit úroveň úsilí.
2. Pro firmy je nákladné určit, kolik úsilí pracovníci vyvíjejí.

Úplný popis tohoto modelu naleznete na uvedených odkazech. Některé klíčové důsledky tohoto modelu jsou:
1. Mzdy během recesí dostatečně neklesají, aby zabránily růstu nezaměstnanosti. Pokud poptávka po pracovní síle poklesne, sníží se tím mzdy. Ale protože mzdy klesly, zvýšila se pravděpodobnost „vyhýbání se“ (pracovníci nevyvíjející úsilí). Pokud má být zachována úroveň zaměstnanosti, díky dostatečnému snižování mezd budou pracovníci díky efektu vyhýbání se méně produktivní než dříve. Důsledkem je, že v modelu mzdy neklesají natolik, aby udržely úroveň zaměstnanosti v předchozím stavu, protože firmy se chtějí vyhnout nadměrnému vyhýbání se zaměstnanci. Nezaměstnanost tedy musí během recesí růst, protože mzdy jsou udržovány „příliš vysoké“.
2. Možné důsledky: Pomalost mezd. Přechod od jedné soukromé ceny za pronájem (w ∗) k další soukromé ceně za pronájem (w ∗∗) bude vyžadovat, aby každá firma opakovaně optimalizovala mzdy v reakci na změnu míry nezaměstnanosti. Firmy nemohou snižovat mzdy, dokud nezaměstnanost dostatečně vzroste (problém s koordinací).

Výsledek nikdy není Paretův efektivní.
1. Každá firma zaměstnává příliš málo pracovníků, protože čelí spíše soukromým nákladům na nábor než sociálním nákladům – což je stejné a ve všech případech. [Je třeba vyjasnit] To znamená, že firmy „ne internalizují“ „externí“ náklady nezaměstnanosti – při posuzování vlastních nákladů nezohledňují, jak velká nezaměstnanost poškozuje společnost. To vede k negativní externalitě, protože mezní sociální náklady překračují mezní náklady firmy (MSC = soukromé marginální náklady firmy + mezní externí náklady zvýšené sociální nezaměstnanosti) [je třeba objasnit]
2. Existují také pozitivní externality: každá firma zvyšuje hodnotu aktiv v nezaměstnanosti pro všechny ostatní firmy, když si najímají během recesí. Vytvořením hyperkonkurenčních trhů práce dochází u všech firem (vítězů v konkurenci dělníků) ke zvýšení hodnoty. Tento účinek zvýšeného ocenění je však velmi nezdánlivý, protože první problém (negativní externalita neoptimálního najímání) jednoznačně dominuje, protože „přirozená míra nezaměstnanosti“ je vždy příliš vysoká.

### Praktické důsledky Stiglitzových teorií
Diskutovány byly praktické důsledky Stiglitzovy práce v politické ekonomii a jejich dopady na hospodářskou politiku.  Sám Stiglitz postupem času vyvinul svůj politicko-ekonomický diskurz.
Jakmile budou zavedeny neúplné a nedokonalé informace, obhájci tržního systému ze škol v Chicagu nemohou vydržet popisná tvrzení o Paretově efektivitě skutečného světa. Stiglitzovo použití rovnovážných předpokladů racionálních očekávání k dosažení realističtějšího chápání kapitalismu, než je obvyklé u teoretiků racionálních očekávání, paradoxně vede k závěru, že kapitalismus se odchyluje od modelu způsobem, který ospravedlňuje akci státu – socialismus – jako lék. 
Účinkem Stiglitzova vlivu je to, že ekonomika bude ještě pravděpodobnější intervenční, než Samuelson preferoval. Samuelson považoval selhání trhu za výjimku z obecného pravidla efektivních trhů. Věta Greenwald-Stiglitz však předpokládá selhání trhu jako normu a stanoví, „že vláda může potenciálně téměř vždy zlepšit alokaci zdrojů na trhu“. A věta Sappington-Stiglitz „stanoví, že ideální vláda by mohla lépe řídit vlastní podnik, než by mohla prostřednictvím privatizace- Stiglitz 1994, s. 179.
Námitky proti přijetí pozic navrhovaných Stiglitzem nepocházejí od samotné ekonomiky [pochvalná zmínka potřebovaný], ale většinou od politických vědců, zejména v oblasti sociologie [pochvalná zmínka potřebný]. Jak hovoří David L. Prychitko ve své „kritice“ ke kterému socialismu? (viz níže), i když se zdá, že Stiglitzův hlavní ekonomický pohled je obecně správný, stále ponechává otevřené velké ústavní otázky, jako je třeba omezit donucovací instituce vlády a jaký je vztah mezi vládou a občanskou společností.

## Vláda

### Clintonova administrativa
Stiglitz se přidal ke Clintnově správě v roce 1993, první 2 roky působil zprvu jako člen, ale 28. června 1995 byl zvolen předsedou Rady ekonomických poradců a poté se stal i členem vlády. Velice se zapojoval do problémů, které souvisely se životním prostředím, což mělo za následek to, že začal působit v Mezivládním panelu pro změny klimatu a byl iniciátorem nového zákona ohledně toxického odpadu, který však nikdy neprošel.
Nejdůležitějším přínosem Stiglitze v tomto období bylo pomoci definovat novou ekonomickou filozofii, „třetí cestu“, která předpokládala důležitou, ale omezenou roli vlády, že neomezené trhy často nefungovaly dobře, ale to že vláda nebyla vždy schopna napravit omezení trhů. Akademický výzkum, který prováděl posledních 25 let, poskytl intelektuální základy pro tuto „třetí cestu“.
Když byl Bill Clinton znovu zvolen prezidentem, požádal Stiglitze, aby pokračoval ve funkci předsedy Rady ekonomických poradců i na další funkční období. Světová banka jej však již oslovila, aby byl jejím hlavním viceprezidentem pro rozvojovou politiku a jejím hlavním ekonomem, a tuto pozici převzal poté, co byl jeho nástupce CEA potvrzen 13. února 1997.
Když Světová banka zahájila desetiletý převýzkum přechodu bývalých komunistických zemí k tržní ekonomice, odhalila selhání zemí, které se řídily politikou rázové terapie: Mezinárodního měnového fondu (MMF) – a to jak z hlediska poklesu HDP, tak i nárůstu chudoby – bylo to tak hrozné, že to bylo ještě horší než co si většina jeho kritiků představila na počátku přechodu. Mezi neutěšenými výkony a politikami, které prosazoval MMF, existovaly jasné vazby, jako jsou kupónové privatizační programy a nadměrná peněžní přísnost. Úspěch několika zemí, které se řídily zcela odlišnými strategiemi, mezitím naznačoval, že existují alternativy, které mohly být použity. Ministerstvo financí USA vyvinulo obrovský tlak na Světovou banku, aby umlčela jeho kritiku politik, které oni a MMF prováděli.
Stiglitz měl vždycky špatný vztah s ministrem financí Lawrencem Summersem. V roce 2000, Summers úspěšně požádal o Stiglitzovo odvolání, údajně výměnou za znovuzvolení prezidenta Světové banky Jamese Wolfensohna – výměna, kterou Wolfensohn popírá. Zda Summers někdy udělal takovou tupou poptávku, je sporné – Wolfensohn tvrdí, že by mu řekl něco opravdu nemilého.
Stiglitz odstoupil ze Světové banky v lednu 2000, měsíc před vypršením jeho funkčního období. Prezident banky, James Wolfensohn, oznámil Stiglitzovu rezignaci v listopadu 1999 a také oznámil, že Stiglitz zůstane jako zvláštní poradce prezidenta a bude předsedat vyhledávací komisi pro jeho nástupce.
Joseph E. Stiglitz 24. listopadu 1999 prohlásil, že odstoupí z funkce hlavního ekonoma Světové banky poté, co tuto pozici téměř tři roky využil k nastolení ostrých otázek o účinnosti konvenčních přístupů k pomoci chudým zemím.
V této roli pokračoval v kritice MMF a v důsledku kritizoval i americké ministerstvo financí. V dubnu 2000 v článku pro The New Republic napsal:
„Řeknou, že MMF je arogantní. Řeknou, že MMF ve skutečnosti neposlouchá rozvojové země, kterým má pomoci. Řeknou, že MMF je tajný a izolovaný od demokratické odpovědnosti. Řeknou, že ekonomická „nápravná opatření“ MMF věci často zhoršují – přeměňují zpomalení na recese a recese na deprese. A budou mít pravdu. Byl jsem hlavním ekonomem ve Světové bance od roku 1996 do loňského listopadu, během nejvážnější globální ekonomické krize za půl století. Viděl jsem, jak MMF ve spolupráci s americkým ministerstvem financí zareagoval. A byl jsem zděšen.“
Článek byl publikován týden před každoročními zasedáními Světové banky a MMF a vyvolal silnou odezvu. Ukázalo se, že to je ale pro Summerse příliš těžké snést a o to ještě více těžké pro Stiglitzova ochránce ve Světové bance, Wolfensohna. Wolfensohn se soukromě vcítil do Stiglitzových názorů, ale tentokrát měl obavy z jeho druhého funkčního období, které Summers hrozil vetovat. Stanley Fischer, zástupce generálního ředitele MMF, svolal zvláštní schůzku zaměstnanců a na tomto setkání informoval, že Wolfensohn souhlasil s propuštěním Stiglitze. Mezitím oddělení pro vnější záležitosti banky sdělilo tisku, že Stiglitz nebyl propuštěn, jeho funkce byla pouze zrušena.
V rozhlasovém rozhovoru z 19. září 2008 s Aimee Allisonem a Philipem Maldarim na rádiu KPFA 94,1 FM Pacifica Radio v Berkeley v USA naznačil Stiglitz, že prezident Clinton a jeho ekonomičtí poradci by nepodpořili Severoamerickou dohodu o volném obchodu (NAFTA), kdyby si byli vědomi tajných ustanovení vložených lobbisty, která přehlédli.

### Iniciativa pro politický dialog
V červenci 2000 založil Stiglitz Iniciativu pro politický dialog (IPD) s podporou nadací Ford, Rockefeller, McArthur a Mott a kanadské a švédské vlády s cílem posílit demokratické procesy rozhodování v rozvojových zemích a zajistit, aby na stole je širší škála alternativ a u stolu více zúčastněných stran.
Komise pro měření ekonomické výkonnosti a sociálního pokroku Na začátku roku 2008 předsedal Stiglitz Komisi pro měření hospodářské výkonnosti a sociálního pokroku, známé také jako Stiglitz-Sen-Fitoussiho komise, kterou inicioval francouzský prezident Sarkozy. První plenární zasedání Komise se konalo ve dnech 22.–23. dubna 2008 v Paříži. Jeho závěrečná zpráva byla zveřejněna 14. září 2009.

### Komise pro měření ekonomické výkonnosti a sociálního pokroku
Na začátku roku 2008 předsedal Stiglitz Komisi pro měření hospodářské výkonnosti a sociálního pokroku, známé také jako Stiglitz-Sen-Fitoussiho komise, kterou inicioval francouzský prezident Sarkozy. První plenární zasedání Komise se konalo ve dnech 22.–23. dubna 2008 v Paříži. Jeho závěrečná zpráva byla zveřejněna 14. září 2009.

### Řecká dluhová krize
V roce 2010 působil profesor Stiglitz jako poradce řecké vlády během řecké dluhové krize. Objevil se v televizi Bloomberg na pohovor o rizicích neplnění Řecka, ve kterém uvedl, že je velmi přesvědčen, že Řecko neplní své závazky. Dále uvedl, že Řecko bylo pod „spekulativním útokem“, a přestože mělo „krátkodobé problémy s likviditou ... a mělo by prospěch z dluhopisů Solidarity“, byla „na cestě ke splnění svých závazků“. Následujícího dne během rozhovoru pro BBC Stiglitz uvedl, že „není problém, aby Řecko nebo Španělsko splnily své úrokové platby“. Tvrdil nicméně, že by bylo žádoucí a nutné, aby celá Evropa učinila jasné prohlášení o víře v sociální solidaritu a že „stojí za Řeckem“. V konfrontaci s tvrzením: „Potíž Řecka spočívá v tom, že velikost dluhu je mnohem větší než kapacita ekonomiky sloužit“, Stiglitz odpověděl: „To je poněkud absurdní.“ V roce 2012 popsal Stiglitz evropské úsporné plány jako „pakt o sebevraždě“.

### Skotsko
Od března 2012 je Stiglitz členem pracovní skupiny fiskální komise skotské vlády, která jménem Skotské rady ekonomických poradců dohlíží na práci na vytvoření fiskálního a makroekonomického rámce pro nezávislé Skotsko. Spolu s profesory Andrewem Hughesem Hallettem, sirem Jamesem Mirrleesem a Frances Ruane bude Stiglitz „poskytovat rady při zřízení důvěryhodné fiskální komise, která zakládá finanční odpovědnost a zajišťuje důvěru trhu“.

### Dělnická strana
V červenci 2015 Stiglitz podpořil kampaň Jeremyho Corbyna ve volbách vedení Labouristické strany. Řekl: „Vůbec mě nepřekvapuje, že existuje poptávka po silném anti-úsporném hnutí kolem zvýšeného zájmu o nerovnost. Sliby New Labour ve Velké Británii a Clintonites v USA byly zklamáním.“ 27. září 2015 bylo oznámeno, že byl jmenován do ekonomického poradního výboru britské labouristické strany, svolaného stínovým kancléřem Johnem McDonnellem a podřízeným vůdci labouristické strany Jeremymu Corbynovi, ačkoli se údajně první schůzky nezúčastnil.

## Ekonomické pohledy

### Efektivita trhu
Pro Stiglitze neexistuje nic jako neviditelná ruka v tom smyslu, že volné trhy vedou k efektivitě, jako by se řídily neviditelnými silami. Podle Stiglitze:
Kdykoli existují „externality“ – kde mají akce jednotlivce dopad na ostatní, za které neplatí nebo za které nejsou kompenzovány – trhy nebudou fungovat dobře. Nedávný výzkum však ukázal, že tyto externality jsou všudypřítomné, kdykoli existují nedokonalé informace nebo nedokonalé trhy s rizikem – to je vždy. Skutečná dnešní debata je o nalezení správné rovnováhy mezi trhem a vládou. Oba jsou potřeba. Mohou se navzájem doplňovat. Tato rovnováha se čas od času a od místa k místu liší.
V rozhovoru v roce 2007 Stiglitz dále vysvětlil:
Teorie, které jsem (a další) pomohl vyvinout, vysvětlilo, proč neomezené trhy často nejen nevedou k sociální spravedlnosti, ale nepřináší ani efektivní výsledky. Je zajímavé, že vyvrácení neviditelné ruky Adama Smitha nepředstavovalo žádnou intelektuální výzvu: jednotlivci a firmy nejsou při hledání svého vlastního zájmu nutně nebo obecně vedeni, jako by neviditelnou rukou, k ekonomické efektivitě.
Předchozí tvrzení je založeno na Stiglitzově dokumentu z roku 1986 „Externality v ekonomikách s nedokonalými informacemi a neúplnými trhy“, který popisuje obecnou metodiku řešení externality a výpočtu optimálních korekčních daní v kontextu obecné rovnováhy. V úvodních poznámkách k přijetí ceny na Aule Magně řekl Stiglitz:
Doufám, že ukážu, že informační ekonomie představuje zásadní změnu v převládajícím paradigmatu v ekonomii. Informační problémy jsou zásadní pro pochopení nejen tržní ekonomiky, ale také politické ekonomie a v poslední části této přednášky zkoumám některé důsledky nedokonalostí informací pro politické procesy.

### Podpora hnutí proti úsporným opatřením ve Španělsku
Dne 25. července 2011 se Stiglitz účastnil „I Foro Social del 15M“ organizovaného v Madridu (Španělsko), kde vyjádřil podporu protispolečenskému hnutí ve Španělsku. Během neformálního projevu krátce shrnul některé problémy v Evropě a ve Spojených státech, závažnou míru nezaměstnanosti a situaci v Řecku. „Toto je příležitost pro ekonomický přínos sociálních opatření,“ argumentoval Stiglitz, který přednesl kritický projev o způsobu, jakým úřady řeší politický odchod z krize. Vyzval přítomné, aby na špatné nápady reagovali ne lhostejně, ale s dobrými nápady. „To nefunguje, musíte to změnit,“ řekl.

### Kritika ratingových agentur
Stiglitz byl vůči ratingovým agenturám kritický a označil je za „klíčového viníka“ finanční krize, přičemž poznamenal, že „oni byli stranou, která provedla alchymii, která konvertovala cenné papíry z ratingu F na rating A. Banky nemohly co udělali bez spoluúčasti ratingových agentur. “
Stiglitz spoluautorem příspěvku s Peterem Orszagem v roce 2002 s názvem „Dopady nového standardu Fannie Mae a Freddieho Maca na kapitál založený na riziku“, kde na základě historických zkušeností uvedli „riziko pro vládu z možného selhání GSE dluh je ve skutečnosti nulový. “ „Rizikový kapitálový standard ... však nemusí odrážet pravděpodobnost dalšího scénáře podobného velké hospodářské krizi.“

### Kritika trans-tichomořského partnerství a transatlantického obchodního a investičního partnerství
Viz také: Trans-pacifické partnerství § reakce a transatlantické obchodní a investiční partnerství § aktivismus proti TTIP
Stiglitz varoval, že Trans-pacifické partnerství (TPP) představuje „vážná rizika“ a „slouží zájmům nejbohatších“.
Stiglitz se také postavil proti obchodní dohodě Transatlantického obchodního a investičního partnerství (TTIP) mezi Evropskou unií (EU) a Spojenými státy americkými a tvrdil, že by Spojené království mělo zvážit jeho vystoupení z EU v referendu 2016 o této záležitosti, pokud TTIP projde s tím, že „omezení zavedená TTIP by byla natolik averzní vůči fungování vlády, že by mě donutila znovu se zamyslet nad tím, zda bylo členství v EU dobrým nápadem“.

### Nařízení
Stiglitz tvrdí, že spoléhat se pouze na obchodní zájem jako prostředek k dosažení blahobytu společnosti a ekonomické efektivnosti je zavádějící a že místo toho „je zapotřebí silnějších norem, jasnějšího pochopení toho, co je přijatelné – a co nikoli – a přísnější zákony a předpisy k zajištění toho, aby ti, kteří se nechovají způsobem, který je v souladu s těmito normami, byli odpovědni.“

### Daň z nemovitosti
Stiglitz tvrdí, že daň z hodnoty půdy by zvýšila účinnost a spravedlnost zemědělských ekonomik. Stiglitz je přesvědčen, že společnosti by se měly spoléhat na zobecněný princip Henryho George při financování veřejných statků, ochraně přírodních zdrojů, zlepšování využívání půdy a snižování břemene nájmů a daní pro chudé při zvyšování produktivní tvorby kapitálu. Stiglitz obhajuje zdanění „nájemného z přírodních zdrojů co nejblíže 100 procentům“ a že důsledkem tohoto principu je, že znečišťovatelé by měli být zdaňováni „za činnosti, které vytvářejí negativní externality“. Stiglitz proto tvrdí, že zdanění pozemků je rovnoměrné lepší, než si myslel jeho slavný obhájce Henry George.

### Názory na eurozónu
V rozhovoru ze září 2016 Stiglitz uvedl, že „náklady na udržení eurozóny pohromadě pravděpodobně převyšují náklady na její rozpad.“

### Rady pro země eurozóny
V 90. letech napsal, že „země v Severní Americe a Evropě by měly zrušit všechna cla a kvóty (ochranářská opatření)“. Nyní radí zemím eurozóny, aby kontrolovaly svou obchodní bilanci s Německem pomocí vývozních / dovozních certifikátů nebo „obchodních transakcí“ (ochranné opatření).
Cituje keynesiánskou teorii a vysvětluje, že obchodní přebytky jsou škodlivé: „John Maynard Keynes poukázal na to, že přebytky vedou ke slabé globální agregátní poptávce – země s přebytky vykazují„ negativní externalitu “u obchodních partnerů. Keynes skutečně věřil, že jde o přebytkové země, daleko více než ty v deficitu, které představovaly hrozbu pro globální prosperitu; šel tak daleko, že prosazoval daň z přebytečných zemí“.
Stiglitz píše: „Přebytek Německa znamená, že zbytek Evropy je v deficitu. A skutečnost, že tyto země dovážejí více než vyvážejí, přispívá ke slabosti jejich ekonomik.“ Myslí si, že země s přebytkem zbohatnou na úkor zemí s deficitem. Poznamenává, že příčinou tohoto deficitu je euro a že s poklesem obchodního deficitu by vzrostl HDP a klesla by nezaměstnanost: „Euro systém znamená, že německý směnný kurz nemůže vzrůst ve srovnání s ostatními členy eurozóny. Pokud by směnný kurz měl vzestup, Německo by mělo větší potíže s vývozem a jeho ekonomický model založený na silném vývozu by přestal. Zároveň by zbytek Evropy vyvážel více, rostl by HDP a klesala by nezaměstnanost.“
Rovněž se domnívá, že zbytek světa by měl uvalit uhlíkovou daň (ochranné opatření) na americký vývoz, který není v souladu s celosvětovým standardem.

### Poradenství pro Spojené státy
Na rozdíl od keynesiánské teorie a těchto analýz o eurozóně tvrdí, že Spojené státy nesmí znovu vyvážit obchodní účet a již nemohou uplatňovat protekcionistická opatření na ochranu nebo obnovení dobře platících pracovních míst ve výrobě. Spojené státy musí jednoduše souhlasit s tím, že budou „poraženými“, když řeknou: „Právě Američané, kteří byli mezi poraženými globalizace, patří mezi poražené zvraty globalizace. Dějiny nelze zvrátit.“
Na rozdíl od těchto tvrzení však připouští, že s poklesem obchodního deficitu „poroste HDP a klesne nezaměstnanost“ a dále uvádí: „... skutečnost, že tyto země dovážejí více než vyvážejí, přispívá k jejich slabým ekonomikám". Poznamenává, že obchodní deficity způsobené volným obchodem ničí pracovní místa ve výrobě: zvýšení „hodnoty dolaru povede k větším obchodním deficitům a menšímu počtu pracovních míst ve výrobě“.
Na rozdíl od většiny ekonomů historiků, kteří tvrdí, že cla hrála ve Velké hospodářské krizi jen malou roli, nebo vůbec ne, Stiglitz si myslí, že Spojené státy by neměly chránit svou ekonomiku, protože cla přispěla k Velká hospodářská krize: „Následně americký vývoz poklesl přibližně o 50 procent – což přispělo k naší velké hospodářské krizi“.
Odsuzuje neoliberalismus, ale doporučuje USA, aby usilovaly o volný obchod (deregulace nebo liberalizace zahraničního obchodu), který je považován za konstitutivní politiku neoliberalismu.
Podle něj ne Čína (která má velký obchodní přebytek), která dělá "obchodní válku", ale Spojené státy (které mají vysoký obchodní deficit). Hájí obchodní přebytky Číny na úkor USA a radí Číně, aby proti USA přijala sankce. Domnívá se, že Čína by měla „reagovat silou a inteligencí“ a zasáhnout USA „tam, kde to ekonomicky a politicky bolí“, pokud se USA pokusí ochránit svůj průmysl a vyvážit svůj obchodní účet prostřednictvím cel, přičemž řeknou: „Pro například omezení nákupů v Číně povede k větší nezaměstnanosti v okrscích, které jsou zranitelné, vlivné nebo obojí “. ... Čína může odvetu, kdekoli si zvolí, například pomocí obchodních omezení k cílení na pracovní místa v okrscích těch, kteří podporují americké tarify. ... Čína může být efektivnější v cílení svých odvetných opatření, aby způsobila akutní politickou bolest. ... Odhaduje kdokoli, kdo dokáže snášet bolest lépe. Budou to USA, kde obyčejní občané již tak dlouho trpěli, nebo Čína, které se i přes neklidné časy podařilo dosáhnout růstu přesahujícího 6%? “
Pokud jde o Čínu, píše, že pokles vývozu není na újmu, pokud Čína nahradí „závislost na vývozu na modelu růstu poháněném domácí poptávkou“, proto hospodářský růst nepřináší samotné zapojení do mezinárodního obchodu, ale spíše přístup k silná poptávka. A nezáleží na úrovni vývozu, ale spíše na obchodní bilanci (rozdíl mezi dovozem a vývozem). Pokud jde o Spojené státy, píše opak: „Odchod od globalizace může snížit náš dovoz, ale také to sníží export v tandemu. A téměř jistě budou pracovní místa zničena rychleji, než budou vytvořena: může jich být dokonce méně práce v čisté výrobě ". Pokud se Spojené státy pokusí ovládnout pohyb zboží, „určitě ztratí“.
Na začátku roku 2017 napsal, že „americká střední třída skutečně prohrává globalizaci“ a „Čína se svou velkou rozvíjející se střední třídou patří mezi velké příjemce globalizace“. „Díky globalizaci se Čína z hlediska parity kupní síly ve skutečnosti již v září 2015 stala největší ekonomikou na světě“. Poté si to však rozmyslel a tvrdil, že pokles mezd a zmizení dobře placených pracovních míst ve Spojených státech nejsou způsobeny globalizací, ale jsou pouze nevyhnutelným vedlejším poškozením pochodu hospodářského pokroku a technologických inovací: “ USA mohou prosazovat pouze pokročilou výrobu, která vyžaduje vyšší dovednosti a zaměstnává méně lidí. Rostoucí nerovnost bude mezitím pokračovat ... “. Nakonec na konci roku 2017 znovu změnil názor a napsal, že pokles mezd ve Spojených státech není běžným procesem a je způsoben pouze jednáním nadnárodních společností, nikoli nerovnováhou obchodního účtu mezi zeměmi způsobenou volným obchodem : „Jednalo se o agendu vypracovanou pro velké nadnárodní společnosti a na úkor zaměstnanců“. Volný obchod tedy již neprospívá přebytkovým zemím, ale pouze společnostem.
V roce 2016 uvedl, že je přesvědčen, že ekonomická situace Spojených států je kritická: „Jak ukázali ekonomové Anne Case a Angus Deaton ve své studii zveřejněné v prosinci 2015, střední délka života mezi bílými Američany středního věku klesá, protože míra roste počet sebevražd, užívání drog a alkoholismu. O rok později hlásilo Národní středisko pro statistiku ve zdravotnictví, že průměrná délka života v celé zemi se poprvé za více než 20 let snížila. “ ... příjmy na spodních 90%, které stagnovaly téměř třetinu století (a značně klesaly), zdravotní údaje jednoduše potvrdily, že pro řádky země nedopadly dobře“. Změnil se však jeho mysl znovu v roce 2017 a nyní si myslí, že vliv globalizace na americkou ekonomiku dnes není tak závažný: „Ano, Amerika čelí řadě problémů – vždy měla a jaký národ ne?“

## Publikace
Spolu se svými technicko-ekonomickými publikacemi (publikoval více než 300 odborných článků) je Stiglitz autorem knih o otázkách od patentového práva po zneužívání v mezinárodním obchodě.

### Kam socialismus? (1994)
Kam socialismus? je založen na Stiglitzových Wicksellových přednáškách, které byly představeny na Stockholmské ekonomické škole v roce 1990 a představuje souhrn informační ekonomie a teorie trhů s nedokonalými informacemi a nedokonalou konkurencí a kritikou volného trhu i tržních socialistických přístupů ( viz Roemerova kritika, op. cit.). Stiglitz vysvětluje, jak neoklasický nebo Walrasianův model („Walrasianova ekonomie“ odkazuje na výsledek procesu, který vedl k formální reprezentaci pojmu „neviditelné ruky“ Adama Smitha, v duchu linií navržených Léonem Walrasem a zapouzdřených v obecném rovnovážném modelu Arrow-Debreu), mohly nesprávně povzbudit víru, že tržní socialismus může fungovat. Stiglitz navrhuje alternativní model založený na informační ekonomii zavedený Greenwald-Stiglitzovými větami.
Jedním z důvodů, proč Stiglitz vidí kritické selhání standardního neoklasického modelu, na kterém byl postaven tržní socialismus, je jeho nezohlednění problémů, které vyplývají z nedostatku dokonalých informací a z nákladů na získání informací. Rovněž identifikuje problémy vyplývající z jejích předpokladů týkajících se úplnosti.

### Globalizace a její nespokojenosti (2002)
V dokumentu Globalizace a její nespokojenosti Stiglitz tvrdí, že to, co se často nazývá „rozvíjející se ekonomiky“, se ve skutečnosti vůbec nevyvíjí, a velkou část viny nese MMF.
Stiglitz opírá svůj argument o témata, která zdůraznila jeho desetiletí teoretické práce: jmenovitě co se stane, když lidem chybí klíčové informace, které nesou informace o jejich rozhodnutích, nebo když jsou trhy pro důležité druhy transakcí nedostatečné nebo ne neexistují nebo jsou vadné jiné instituce, které standardní ekonomické myšlení považuje za samozřejmost. Stiglitz zdůrazňuje bod: „Poslední pokroky v ekonomické teorii“ (částečně odkazující na jeho vlastní práci) „ukázaly, že kdykoli jsou informace nedokonalé a trhy neúplné, což znamená vždy, a zejména v rozvojových zemích, funguje neviditelná ruka nejdokonaleji. “ Výsledkem je, že Stiglitz pokračuje, a že vlády mohou zlepšit výsledek vhodně zvolenými intervencemi. Stiglitz tvrdí, že když se rodiny a firmy snaží nakupovat příliš málo ve srovnání s tím, co dokáže ekonomika vyprodukovat, mohou vlády bojovat proti recesím a depresím pomocí expanzivní měnové a fiskální politiky, která podnítí poptávku po zboží a službách. Na mikroekonomické úrovni mohou vlády regulovat banky a další finanční instituce, aby byly zdravé. Mohou také použít daňovou politiku k nasměrování investic do produktivnějších průmyslových odvětví a obchodní politiky k tomu, aby nová průmyslová odvětví dospěla do bodu, kdy mohou přežít zahraniční konkurenci. Vlády mohou používat celou řadu zařízení, od vytváření pracovních míst, školení pracovních sil až po sociální pomoc, k vracení nezaměstnané pracovní síly zpět do práce a zmírnění lidských potíží.
Stiglitz tvrdí, že MMF způsobil velké škody prostřednictvím hospodářské politiky, kterou předepsal, kterou musí země dodržovat, aby se kvalifikovaly pro půjčky MMF nebo pro půjčky od bank a jiných věřitelů ze soukromého sektoru, které se obracejí na MMF, aby zjistily, zda důvěryhodné. Organizace a její úředníci, jak tvrdí, ignorovali důsledky neúplných informací, nedostatečných trhů a neproveditelných institucí – to vše je zvláště charakteristické pro nově se rozvíjející země. Výsledkem je, jak tvrdí Stiglitz, že MMF často požadoval politiky, které jsou v souladu s učebnicovou ekonomií, ale nedávají smysl pro země, kterým je MMF doporučuje. Stiglitz se snaží ukázat, že tyto politiky byly katastrofické pro země, které je následovaly.

### Řvoucí devadesátá léta (2003)
Řvoucí devadesátá léta je Stiglitzova analýza rozmachu a poprsí 90. let. Prezentováno z pohledu zasvěcených, nejprve jako předseda Rady ekonomických poradců prezidenta Clintona a později jako hlavní ekonom Světové banky, pokračuje v argumentaci o tom, jak nemístná víra v ideologii volného trhu vedla ke globálním ekonomickým problémům dneška , s vnímavým zaměřením na politiku USA.

### Fair Trade pro všechny (2005)
Autoři Stiglitz a Andrew Charlton ve Fair Trade for All tvrdí, že je důležité zajistit, aby byl svět obchodování více přátelský k rozvoji. Navrhuje se myšlenka, že v současném režimu cel a zemědělských dotací převládají zájmy bývalých koloniálních mocností a je třeba jej změnit. Odstranění předpojatosti vůči rozvinutému světu bude přínosem pro rozvojové i rozvinuté země. Rozvojový svět potřebuje pomoc, čehož lze dosáhnout pouze tehdy, když rozvinuté země opustí priority založené na merkantilismu a budou usilovat o liberálnější režim světového obchodu.

### Jak globalizace funguje (2006)
Vytváření globalizační práce zjišťuje nerovnosti globální ekonomiky a mechanismy, kterými vyspělé země vyvíjejí nadměrný vliv na rozvojové země. Dr. Stiglitz tvrdí, že díky tarifům, subvencím, příliš složitému patentovému systému a znečištění se svět ekonomicky i politicky destabilizuje. Stiglitz tvrdí, že k řešení těchto problémů jsou zapotřebí silné a transparentní instituce. Ukazuje, jak může zkoumání neúplných trhů učinit nápravné vládní politiky žádoucími.
Stiglitz je podle ekonoma Martina Wolfa výjimkou z obecného proglobalizačního pohledu profesionálních ekonomů. Stiglitz tvrdí, že ekonomické příležitosti nejsou dostatečně dostupné, že finanční krize jsou příliš nákladné a příliš časté a že bohaté země udělaly pro řešení těchto problémů příliš málo. Z globalizace se prodalo více než dva miliony kopií.

### Stabilita s růstem (2006)
Ve stabilitě s růstem: makroekonomie, liberalizace a rozvoj, Stiglitz, José Antonio Ocampo (generální tajemník OSN pro hospodářské a sociální věci, do roku 2007), Shari Spiegel (výkonný ředitel, Iniciativa pro politický dialog – IPD), Ricardo Ffrench -Davis (hlavní poradce, Hospodářská komise pro Latinskou Ameriku a Karibik – ECLAC) a Deepak Nayyar (vicekancléř, University of Delhi) diskutují o aktuálních debatách o makroekonomii, liberalizaci a rozvoji kapitálového trhu a vytvářejí nový rámec, v němž lze posoudit alternativní politiky. Vysvětlují své přesvědčení, že Washingtonský konsenzus prosazuje úzké cíle rozvoje (se zaměřením na cenovou stabilitu) a předepisuje příliš málo politických nástrojů (s důrazem na měnovou a fiskální politiku), a bezdůvodně věří v roli trhů. Nový rámec se zaměřuje na skutečnou stabilitu a dlouhodobě udržitelný a spravedlivý růst, nabízí řadu nestandardních způsobů stabilizace ekonomiky a podpory růstu a připouští, že nedokonalosti trhu vyžadují zásahy vlády. Tvůrci politik sledovali stabilizační cíle s malými obavami o důsledky růstu, zatímco se snaží růst zvýšit prostřednictvím strukturálních reforem zaměřených na zlepšení ekonomické efektivity. Kromě toho měly strukturální politiky, jako je liberalizace kapitálového trhu, zásadní důsledky pro ekonomickou stabilitu. Tato kniha tyto politiky zpochybňuje tvrzením, že stabilizační politika má významné důsledky pro dlouhodobý růst a často byla prováděna s nepříznivými důsledky. První část knihy představuje klíčové otázky a nahlíží na cíle hospodářské politiky z různých úhlů pohledu. Třetí část představuje podobnou analýzu liberalizace kapitálového trhu.

### Válka tří bilionů dolarů (2008)
Válka tří bilionů dolarů (spoluautorka s Lindou Bilmesovou) zkoumá plné náklady války v Iráku, včetně mnoha skrytých nákladů. Kniha také pojednává o tom, do jaké míry budou tyto náklady vynakládány na mnoho dalších let, se zvláštním důrazem na enormní výdaje, které budou vyžadovány při péči o velmi velké množství zraněných veteránů. V době vydání knihy Stiglitz otevřeně kritizoval George W. Bushe.

### Volný pád (2010)
Ve Freefall: America, Free Markets, and the Sinking of the World Economy, Stiglitz diskutuje o příčinách recese / deprese v roce 2008 a pokračuje v navrhování reforem potřebných k tomu, aby se zabránilo opakování podobné krize, obhajuje vládní intervenci a regulaci v řadě oblastí. Mezi tvůrci politiky, které kritizuje, jsou George W. Bush, Larry Summers a Barack Obama.

### Cena nerovnosti (2012)
Z bundy: Jelikož si lidé nahoře i nadále užívají nejlepší zdravotní péči, vzdělání a výhody bohatství, často si neuvědomují, že, jak zdůrazňuje Joseph E. Stiglitz, „je jejich osud spjat s tím, jak ostatních 99 procent žít ... nemusí to tak být. V ceně nerovnosti stanoví Stiglitz komplexní agendu pro vytvoření dynamičtější ekonomiky a spravedlivější a rovnější společnosti “
Kniha získala Cenu Roberta F. Kennedyho za spravedlnost a lidská práva 2013, která se každoročně uděluje knize, která „nejvěrněji a nejsilněji odráží záměry Roberta Kennedyho – jeho starost o chudé a bezmocné, jeho boj za čestné a rovnoměrné…předal spravedlnost, své přesvědčení, že slušná společnost musí zajistit všem mladým lidem spravedlivou šanci, a jeho víru, že svobodná demokracie může působit k nápravě rozdílů v moci a příležitostech.“

### Vytváření učící se společnosti: nový přístup k růstu, rozvoji a sociálnímu pokroku (2014)
Vytvoření učící se společnosti (spoluautorem je Bruce C. Greenwald) osvětlilo význam tohoto vhledu pro ekonomickou teorii a politiku. Vezmeme-li jako výchozí bod dokument Kennetha J. Arrowa z roku 1962 „Learning by Doing“, vysvětlují, proč se produkce znalostí liší od produkce jiného zboží a proč samotné tržní ekonomiky obvykle tyto znalosti neprodukují a nepřenáší efektivně. Odstranění mezer ve znalostech a pomoc učenlivým zaostávajícím jsou klíčové pro růst a rozvoj. Vytvoření učící se společnosti je však stejně zásadní, pokud chceme zachovat zlepšenou životní úroveň ve vyspělých zemích.

### The Great Divide: Nerovné společnosti a co s nimi můžeme dělat (2015)
Z bundy: Ve Velké propasti Joseph E. Stiglitz rozšiřuje diagnózu, kterou nabídl ve své nejprodávanější knize Cena nerovnosti, a navrhuje způsoby, jak čelit rostoucímu americkému problému. Stiglitz tvrdí, že nerovnost je volba – kumulativní výsledek nespravedlivých politik a zavádějících priorit.

### Měření toho, co se počítá; Globální hnutí za pohodu (2019)
Stiglitz a jeho spoluautoři poukazují na to, že vzájemně související krize degradace životního prostředí a lidského utrpení naší současné doby ukazují, že „něco je v zásadě špatně ve způsobu, jakým hodnotíme ekonomickou výkonnost a sociální pokrok“. Tvrdí, že použití HDP jako hlavního měřítka našeho ekonomického zdraví neposkytuje přesné hodnocení ekonomiky nebo stavu světa a lidí v něm žijících.

## Příspěvky a konference
Stiglitz napsal řadu článků a uspořádal sérii konferencí vysvětlujících, jak mohou tyto nejistoty informací ovlivnit vše od nezaměstnanosti po nedostatek půjček. Jako předseda Rady ekonomických poradců během prvního funkčního období Clintonovy administrativy a bývalý hlavní ekonom Světové banky dokázal Stiglitz uplatnit některé ze svých názorů. Například byl otevřeným kritikem rychlého otevírání finančních trhů v rozvojových zemích. Tyto trhy se spoléhají na přístup k dobrým finančním údajům a zdravým zákonům o bankrotu, ale tvrdil, že mnoho z těchto zemí nemělo regulační instituce potřebné k zajištění řádného fungování trhů.

## Ceny a vyznamenání
Kromě ceny Nobelovy ceny má Stiglitz více než 40 čestných doktorátů a nejméně osm čestných profesur a čestné děkanství.
V roce 2010 obdržel ocenění Geralda Loeba za komentář za „Kapitalistické blázny a toxické poselství z Wall Street“.
V roce 2011 byl časopisem Foreign Policy jmenován na seznamu nejlepších globálních myslitelů. V únoru 2012 mu francouzský velvyslanec ve Spojených státech François Delattre udělil čestnou legii v hodnosti důstojníka. Stiglitz byl v roce 2009 zvolen zahraničním členem Královské společnosti (ForMemRS). Stiglitz získal v roce 2018 cenu za mír v Sydney.